# HD 49878
Désignations
HD 49878, également désignée HR 2527, est une étoile géante de la constellation boréale de la Girafe. Elle est visible à l'œil nu avec une magnitude apparente de 4,55. D'après la mesure de sa parallaxe annuelle par le satellite Hipparcos, l'étoile est située à environ ∼ 184 a.l. (∼ 56,4 pc) de la Terre. Elle se rapproche du Système solaire à une vitesse radiale de −29,5 km/s. Elle a été répertoriée comme un possible membre du groupe mouvant de Wolf 630, mais il est plus probable qu'il s'agisse d'une étoile du champ.
HD 49878 est une étoile géante rouge évoluée de type spectral K4 III, qui a épuisé les réserves en hydrogène de son cœur puis qui s'est étendue et refroidie. Elle est âgée d'approximativement cinq milliards d'années et elle est estimée être 24 % plus massive que le Soleil. Le rayon de l'étoile est autour de 19 fois plus grand que le rayon solaire, elle est 94 fois plus lumineuse que le Soleil température de surface est de 4 160 K. Elle tourne sur elle-même à une vitesse de rotation projetée de 1,4 km/s.